# Z Biegiem Szyn
Z Biegiem Szyn – dwumiesięcznik poświęcony kolei wydawany nieprzerwanie od 30 września 2002. Ukazuje się w nakładzie 160 egzemplarzy.

## Tematyka
Dwumiesięcznik skupia się na funkcjonowaniu kolei w województwie mazowieckim – organizacji przewozów, ofercie przewozowej, polityce transportowej, zarządzaniu na kolei, ekonomice kolei, integracji transportu publicznego, wpływowi transportu publicznego na rozwój regionalny. Na łamach dwumiesięcznika oprócz tekstów poświęconych kolei w regionie mazowieckim publikowane są również artykuły na temat kolei w Polsce oraz na świecie. Czasopismo porusza również tematy „okołokolejowe” związane z rozwojem regionalnym i innymi gałęziami transportu oraz polityką.
Na łamach dwumiesięcznika ukazały się wywiady m.in. z Leszkiem Rutą – dyrektorem ZTM Warszawa, ze Zbigniewem Szafrańskim – prezesem zarządu spółki PKP PLK, z Jakubem Majewskim – prezesem zarządu spółki Koleje Mazowieckie oraz z Rafałem Milczarskim – prezesem Związku Niezależnych Przewoźników Kolejowych.
W 2010 czasopismo, wspólnie ze stowarzyszeniem Zielone Mazowsze, w kolejnych numerach prezentowało 5 projektów na 5-lecie Kolei Mazowieckich. Były to koncepcje udoskonalenia oferty przewozowej Kolei Mazowieckich.

## Oddziaływanie
Pomimo niewielkiego nakładu dwumiesięcznik był wielokrotnie cytowany m.in. przez Gazetę Wyborczą, Nasz Dziennik, tygodnik Polityka, TVN Warszawa czy portal eOstrołęka.
Na materiały z dwumiesięcznika powoływali się również posłowie w swoim liście otwartym.

## Dystrybucja
Część nakładu trafia do bibliotek branżowych oraz jako egzemplarze obowiązkowe do uprawnionych bibliotek. Z Biegiem Szyn można zamawiać w formie bezpłatnej prenumeraty za zwrotem kosztów wysyłki. Wszystkie archiwalne numery czasopisma w formacie PDF dostępne są na stronie internetowej czasopisma. Wydawca udziela zezwolenia do swobodnego kopiowania i rozpowszechniania czasopisma oraz także jego zawartości pod warunkiem podania źródła.
Dwumiesięcznik wydawany jest na zasadach niekomercyjnych (non-profit), nie zamieszcza reklam, autorzy nie pobierają honorariów autorskich.

## Kontrowersje
W 2010 do redaktora naczelnego wpłynął pozew sądowy o naruszenie dóbr osobistych z powództwa Donaty Nowakowskiej-Ochrynik, dyrektor biura rzecznika prasowego spółki Koleje Mazowieckie. Obecnie (kwiecień 2011) toczy się postępowanie sądowe.